# Château d'Argonne
Le château d'Argonne (Argogne, dans le Célestin Port,) est un château du XVIe siècle situé sur la commune de Valanjou, en Maine-et-Loire.

## Localisation
Le château se situe à Argonne, lieu-dit dans l'ancienne commune de Joué-Étiau, fusionnée avec Gonnord pour devenir en 1974 la commune de Valanjou.

## Histoire
La plus ancienne mention du lieu date de 1070-1080, où il est fait mention d'Argonia, détenue par un dénommé Goslenus.
La terre d'Argonne a appartenu depuis le XIVe siècle à la famille Dubois, jusqu'en 1661. Une chapelle y est fondée le 1er juillet 1527 par la veuve de François Dubois, Catherine de Souvigné. Elle passe ensuite à Guillaume Cesbron, puis en 1716 à un dénommé Gourreau, en 1750 à Pierre Pichot et en 1770 à Lépagneule de Rillé jusqu'en 1804. En 1810, il est propriété d'Alexandre de la Calvinière, puis est vendu à Jacob Abraham. Incendié par les Républicains lors des troubles révolutionnaires, Frédéric Abraham fait restaurer le château en 1846.

## Architecture
L'édifice, entouré de douves, est constitué d'une poterne avec pont-levis flanquée de deux tours et ornée d'une lucarne avec fronton. On y trouve un corps de logis ainsi qu'une fuie.

## Sources